# Mark O. Madsen
Mark Overgaard Madsen (født 23. september 1984 i Nykøbing Falster i Danmark) er en dansk tidligere professionel MMA-udøver i UFC og bryder i 75 kg-vægtklassen, oprindelig tilknyttet Brydeklubben Thor.
Madsen blev Danmarks første professionelle bryder nogensinde og karrierens højdepunkter er indtil videre EM-guld 2004 (juniorer), EM-bronze 2014, VM-sølv 2005, VM-bronze 2006, VM-sølv 2007, VM-sølv 2009, VM-sølv 2015 og OL-sølv 2016. Mark O. Madsen kæmpede til sidst i sin karriere i det største amerikanske forbund inden for MMA, UFC, hvor han blev kendt under navnet "The Olympian" . Mark O. Madsen stoppede sin karriere i UFC i 2024. Han er siden hen blevet MMA-promotor, og er præsident af Airtox Dominance Fighting Championship.

## Brydning-karriere
Mark O. Madsen var i sin bryderkarriere tilknyttet Brydeklubben Thor i Nykøbing Falster. Han deltog i tre OL: Ved OL i Beijing 2008, hvor han tabte sin første kamp mod russeren Varteres Samurgasjev og dermed var færdig i turneringen. Han deltog også i OL i London 2012, hvor han i første runde tabte 5-2 til Roman Vlasov fra Rusland, men da russeren gik hele vejen til finalen, fik Madsen chancen i en opsamlingskamp. Her slog han Christophe Guenot fra Frankrig 4-2, inden han tabte bronzekampen mod Aleksandras Kazakevičius fra Litauen med 4-0. Ved OL i Rio 2016 var Madsen oversidder i første runde, slog derpå iraneren Saeid Abdevali 1-1 (scorede sidste point), efterfulgt af serberen Viktor Nemeš 4-2, og i semifinalen mod ungareren Péter Bácsi vandt Madsen med 3-0 og var dermed i finalen. Her mødte han sin mangeårige rival, Roman Vlasov i en revanchematch fra VM-finalen året forinden, hvor russeren vandt; Vlasov var desuden forsvarende olympisk mester. Russeren var endnu engang overlegen og vandt finalen med 5-1, hvorpå Madsen vandt sølvmedalje.
Mark O. Madsen er den første bryder nogensinde som har kvalificeret sig til OL tre gange i træk.[kilde mangler]
I september 2015 vandt Mark O. Madsen sølv til VM i Las Vegas, hvilket samtidig sikrede adgang til OL i Rio de Janeiro.
Ved siden af sin sport læser Mark O. Madsen HA Sports- og eventmanagement på Syddansk Universitet.
Den 28. maj 2016 blev det til to sejre for Brydeklubben Thor i det Nordiske Mesterskab. Den ene guldmedalje vandt Mark O. Madsen, mens den anden ære tilfaldt ungdomsbryderen Nikolai Mohammedi.

## MMA-karriere

### Professionel karriere
Den 26. september 2013 debuterede han som MMA-kæmper ved European MMA 6, hvor han i Brøndby knockoutede tyske Philipp Henze efter 44 sekunder i 1. omgang. Siden kæmpede han en gang, i en submission sejr efter 2 minutter og 27 sekunder mod engelske Chay Ingram ved European MMA 9: "Mark" Your Time på Frederiksberg den 23. maj 2014, før han valgte at fokusere fuldt ud på brydning frem mod OL i 2016 hvor han vandt sølv.
Den 13. januar 2018 gjorde Madsen comeback i MMA ved MMA Galla i Nykøbing Falster, hvor han besejrede svenske Matthias Freyschuss efter 28 sekunder i 1. omgang.
Madsen mødte engelske Dez Parker til Danish MMA Night den 9. juni 2018 i Brøndbyhallen i København. Han slog Parker på TKO efter 4 minutter og 30 sekunder i 1. omgang.

### Cage Warriors
Efter sine sejre på dansk grund skrev, Madsen kontrakt med Cage Warriors. Madsen fik sin debut mod franske Alexandre Bordin på Cage Warriors Academy's konstituerende event den 23. september, 2018. Størstedelen af kampen fandt sted på gulvet hvilket ledte Madsen til en sejr via enstemmig afgørelse på grund af sin domnierende grappling.
Efter kampen mod Bordin, begyndte Madsen at træne i Xtreme Couture i Las Vegas. Madsen kæmpede hovedkamp på Cage Warriors Academy Denmark 2 mod engelske Mathew Bonner den 15. december, 2018 og vandt kampen via enstemmig afgørelse.
Den 9. Marts, 2019 Ved Cage Warriors 103 mødte Mark O. Madsen den Franske MMA-kæmper Thibaud Larchet som han besejrede i KB Hallen.
Madsen mødte bokseren, Patrick Nielsen i en MMA-kamp på Olympian Fight Night den 8. juni, 2019. Madsen vandt kampen i 1. omgang via rear-naked choke.

### Ultimate Fighting Championship
Den 28. september 2019 fik Madsen sin UFC-debut ved UFC Fight Night 160 i København, hvor han i co-main-eventen besejrede italienske Danillo Belluardo på 1 minut og 12 sekunder. Kampen var Madsens første kamp i en ny kontrakt med UFC, hvor han skrev en kontrakt for fire kampe. Han vandt kampen på TKO i første runde.
Efter at have kommet sig over en skulderskade og en stafylokok-infektion vendte Madsen tilbage og mødte amerikanske Austin Hubbard den 7. marts, 2020 på UFC 248. Han benyttede sig af sine overlegne bryde-færdigheder og vandt kampen via enstemmig afgørelse, men brækkede kæben i anden omgang.
Madsen fortsatte sin vindende stime, da han besejrede veteranen Clay Guida den 21. august 2021 i Las Vegas via splittede afgørelse. Madsen MMA rekord lød hermed på 11-0 samt en rekord i UFC på 3-0.
Ved UFC 273 den 9. april 2022 i Jacksonville, Florida, tog Madsen endnu end sejr over Vinc Pichel via enstemmig afgørelse.
Madsen led sit første nederlag den 5. november 2022 til amerikanske Grant Dawson. Han tabte via submission (rear-naked choke) i 3. runde. Dog kunne Madsen nyde 30% af Dawsons løn, da Dawson vejede 157.5 pund (71.4 kg) ved indvejning.
Den 11. november 2023 blev det i Madison Square Garden til det andet nederlag for Madsen, da han tabte via TKO mod Jared Gordon i den første runde.
Madsen stoppede sin karriere i januar 2024.

## Promotor-karriere
Den 17. juni 2024 annoncerede Madsen, at han ville lancere en ny MMA-organisation kaldt Dominance Fighting Championship. Det første stævne blev afholdt d. 21. september 2024. Efter et længere samarbejde med Airtox indgik de to organisationer i en sponsoraftale d. 28 januar 2025, der medførte, at MMA-organisationen skiftede navn til 'Airtox Dominance Fighting Championship'.

## Politik
Den 3. maj 2024 meldte Madsen sig ind i lokalpartiet Guldborgsundlisten. I et interview til Folketidene udtalte han: "Jeg elsker sport, og hvis jeg nu skal tillade mig at drømme stort og få en vision på tavlen, som måske/måske ikke kan nås, så er det at gøre Guldborgsund Kommune til Danmarks bedste kommune for børn og unge at dyrke idræt i. Det kunne være fuldstændig fænomenalt." 

## Priser og hæder

### MMA
- Nordic MMA Awards - MMAviking.com
  - 2018 Knockout of the Year vs. Dez Parker[30]
  - 2019 Breakthrough Fighter of the Year[31]